# Sheryl Lee
Sheryl Lee Diamond (ur. 22 kwietnia 1967 w Augsburgu, Bawaria, Niemcy) – amerykańska aktorka. Odtwórczyni roli  Laury Palmer, zamordowanej królowej balu w serialu Davida Lyncha ABC Miasteczko Twin Peaks (Twin Peaks, 1989–1991) i wersji kinowej Twin Peaks: Ogniu krocz ze mną (1992), za którą była nominowana do Independent Spirit Awards.

## Życiorys
Urodziła się w Augsburgu w Niemczech Zachodnich jako córka artystki i architekta. Dorastała w Boulder w Kolorado w Stanach Zjednoczonych, gdzie w 1985 ukończyła Fairview High School. Po studiach przeniosła się do Pasadeny w Kalifornii, gdzie studiowała na American Academy of Dramatic Arts. Naukę kontynuowała w North Carolina School of the Arts, a także uczęszczała do National Theatre Conservatory w Denver oraz na University of Colorado.
Po studiach przeniosła się do Seattle w stanie Waszyngton, gdzie próbowała swoich sił jako aktorka teatralna. Debiutowała na ekranie jako Różowa Mała w komedii grozy Różowe klejnoty (The Pink Chiquitas, 1986) z Frankiem Stallone. W 1989 pojawiła się na planie serialu Miasteczko Twin Peaks Davida Lyncha jako martwa Laura Palmer. Później w tym samym serialu zagrała kuzynkę Laury, Madeleine Ferguson, która w odróżnieniu od Laury była brunetką i nosiła okulary, choć oczywiście była podobna do zamordowanej kuzynki. W serialu tym grała także samą Laurę pojawiającą się w retrospekcjach i scenach metafizycznych. Rola ta przyniosła jej międzynarodowe uznanie i rozgłos. Aktorka stała się rozpoznawalna i zaczęła grać także w innych produkcjach.
W 1992 trafiła na Broadway w roli tytułowej w sztuce Oscara Wilde’a Salome u boku Ala Pacino.

## Życie prywatne
28 października 2000 zawarła związek małżeński z Jesse Diamondem. Mają syna Elijaha (ur. 2 maja 2000). Jednak doszło do rozwodu

## Filmografia

### aktorka
- Różowe klejnoty (1987, The Pink Chiquitas) jako Pink Chiquita
- Miasteczko Twin Peaks (1990–1991, Twin Peaks) jako Laura Palmer/Madeleine 'Maddy' Ferguson
- Dzikość serca (1990, Wild at Heart) jako Glinda, dobra wróżka
- Love, Lies and Murder (1991) jako Patti
- Twin Peaks: Ogniu krocz ze mną (1992, Twin Peaks: Fire Walk with Me) jako Laura Palmer
- Dziewczyna z Jersey (1992, Jersey Girl) jako Tara
- Red Shoe Diaries 3: Another Woman's Lipstick (1993) jako Kate Lyons
- Zakochani (1994, Don't Do It) jako Michelle
- Don't Do It (1994) jako Michelle
- The Can (1994)
- Backbeat (1994) jako Astrid Kirchherr
- Red Shoe Diaries 4: Auto Erotica (1994) jako Kate Lyons
- Guinevere (1994) jako Guinevere
- Oddając ci hołd (1995, Homage) jako Lucy Samuel
- Z biegiem rzeki (1995, Follow the River) jako Mary Ingles
- Czas upadku (1995, Fall Time) jako Patty/Carol
- Notatki z podziemia (1995, Notes From Underground) jako Liz
- Matka Noc (1996, Mother Night) jako Helga Noth
- The Blood Oranges (1997) jako Fiona
- Rozkosz (1997, Bliss) jako Maria
- Dawid (1997, David) jako Batszeba
- This World, Then the Fireworks (1997) jako Lois Archer
- Łowcy wampirów (1998, Vampires) jako Katrina
- Lekarze z Los Angeles (1998−1999) jako dr Sarah Church
- Dante's View (1998) jako Sam
- Taniec anioła (1999, Angel’s Dance) jako Angelica Chaste
- Całując niebo (1999, Kiss the Sky) jako Andy
- Pęta małżeńskie (2001, Hitched) jako Eve Robbins
- Children On Their Birthdays (2002) jako wdowa wojenna (matka)
- Król koki (2003, Kingpin) jako Marlene McDillon Cadena
- Paradise, Texas (2005) jako Betsy Kinney
- Do szpiku kości (2010, Winter's Bone) jako April
- Dr House (2012, serial TV) jako Stephanie
- Twin Peaks (2017, serial TV) jako Laura Palmer

### aktorka (gościnnie)
- Pamiętnik Czerwonego Pantofelka (1992–1999, Red Shoe Diaries) jako Kate Lyons
- Doktor Quinn (1993-1998, Dr. Quinn, Medicine Woman) jako Catherine
- The Directors (1999) jako ona sama
- I Love 1990's (2001) jako ona sama
- Bez śladu (2002, Without a Trace) jako Tina Hodges
- Pogoda na miłość (2003, One Tree Hill) jako Ellie Hart
- Gotowe na wszystko (2004, Desperate Housewives) jako Mary Alice Young (tylko w pierwszym, nieemitowanym pilocie serialu)